# هوغو غيرا
هوغو غيرا (بالإسبانية: Hugo Romeo Guerra)‏ (18 مارس 1966 بكانلونيس في الأوروغواي - 11 مايو 2018 في الأوروغواي) هو لاعب كرة قدم أوروغواني في مركز الهجوم. شارك مع منتخب الأوروغواي لكرة القدم. أما مع النوادي، فقد لعب مع أتليتيكو توكومان وبنيارول وبوكا جونيورز وتيرو فيديرال وجيمناسيا لابلاتا وفيرو كاريل أويستي ونادي تولوكا وناسيونال مونتيفيديو وهوراكان والتانك سيلي ونادي ألميرانته براون وألميرانتيه براون دي أريسيفيس ونادي كوليون ويوبنتود دي برغامينو.

## وصلات خارجية
- هوغو غيرا على موقع ناشيونال فوتبول تيمز (الإنجليزية)